# Chronologie der Missionen ins äußere Sonnensystem

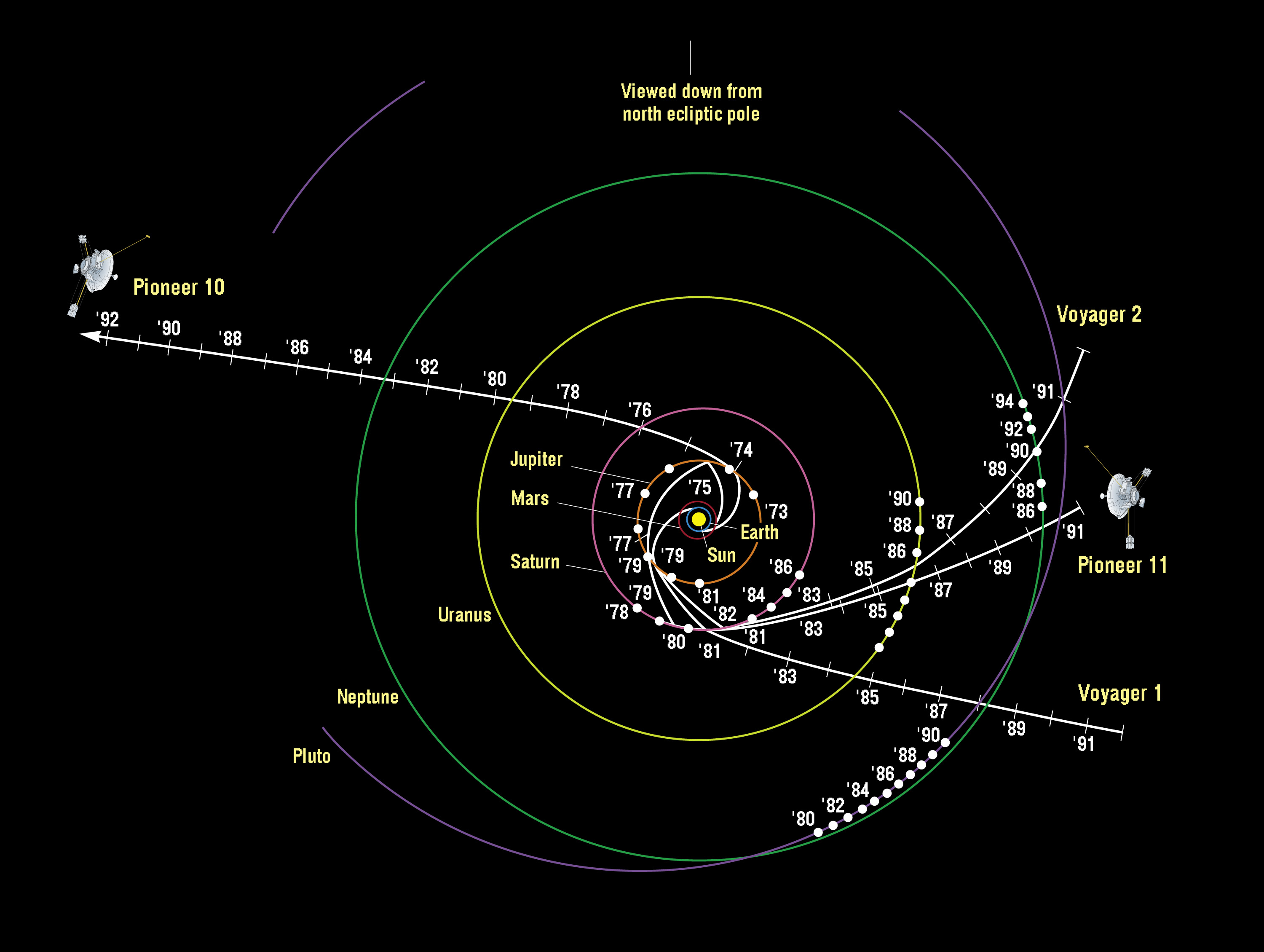
Die Wege der ersten vier Sonden durch das Sonnensystem bis 1992

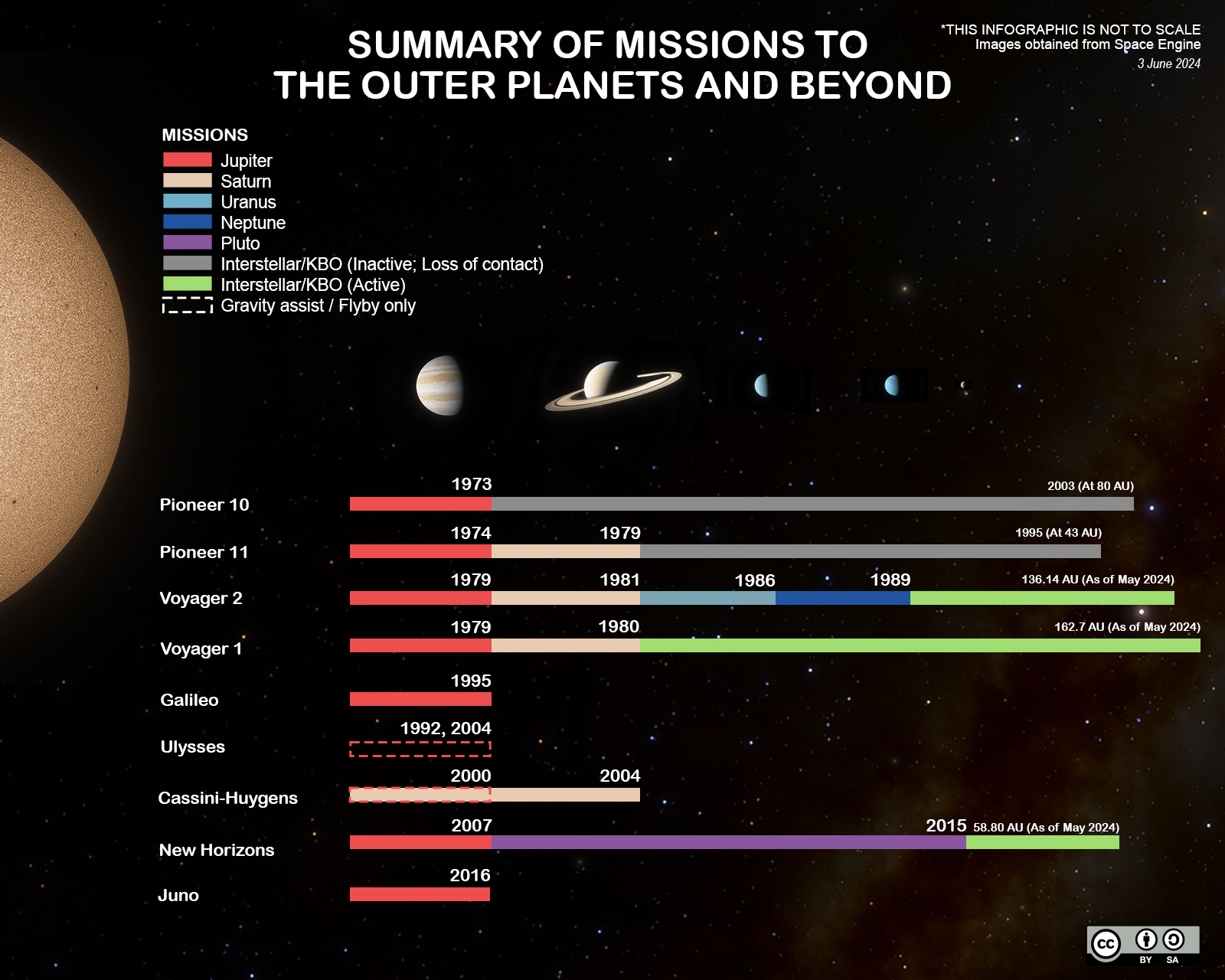
Überblick über Missionen ins äußere Sonnensystem

Diese Liste führt chronologisch geordnet alle Raumsonden auf, deren Ziel es war oder ist, einen oder mehrere Himmelskörper des äußeren Sonnensystems zu erreichen. Dabei würden auch die Raumsonden genannt, die ihr Ziel wegen Fehlfunktionen oder anderer Gründe nicht erreicht haben; dieser Fall trat bisher jedoch bei Raumsonden, deren Ziel im äußeren Sonnensystem lag, nicht ein. Auch geplante, aber noch nicht gestartete Raumsonden sind dabei berücksichtigt.

## Überblick
Seit 1972 wurden elf Missionen ins äußere Sonnensystem gestartet, von denen die ersten zehn unter Beteiligung der NASA entworfen und durchgeführt wurden.
Dabei gab es fünf Vorbeiflugsonden, vier Planetenorbiter und einen Sonnenorbiter, die allesamt erfolgreich waren. Damit wurden im Vergleich zu Venus, Mond und Mars eher wenige Raumsonden zu den äußeren Planeten gesendet, wobei die meisten Sonden einen Vorbeiflug am Jupiter ausführten. Der Saturn wurde viermal besucht, wobei sich mittlerweile weitere Sonden zu beiden Planeten in Planung befinden. Uranus und Neptun hingegen wurden erst von einer Sonde, nämlich Voyager 2, besucht.
Im 21. Jahrhundert wurden von der Sonde New Horizons erstmals transneptunische Objekte besucht, nämlich der Zwergplanet Pluto und sein Mond Charon sowie der Asteroid Arrokoth. Beim Start von New Horizons im Januar 2006 galt Pluto nach damals etablierter Ansicht noch als eigentlicher Planet.
Bis auf Ulysses, die in einen Sonnenorbit eintrat, haben alle Vorbeiflugsonden die Fluchtgeschwindigkeit des Sonnensystems überschritten, sodass sie in den interstellaren Raum hinaustreiben. Seit der Ankunft von Pioneer 10 am Jupiter 1973 waren jederzeit Missionen im äußeren Sonnensystem aktiv. Allerdings befinden sich erst seit der Ankunft des Orbiters Galileo am Jupiter im Jahr 1995 ununterbrochen Sonden in Planetennähe, da alle vorherigen Sonden als Fly-by-Missionen konzipiert waren.
|                 | Jupiter                                                      | Saturn                                   | Uranus           | Neptun           | Kuipergürtel                                           |
| --------------- | ------------------------------------------------------------ | ---------------------------------------- | ---------------- | ---------------- | ------------------------------------------------------ |
| Pioneer 10      | 1973, Vorbeiflug                                             |                                          |                  |                  |                                                        |
| Pioneer 11      | 1974, Vorbeiflug                                             | 1979, Vorbeiflug                         |                  |                  |                                                        |
| Voyager 1       | 1979, Vorbeiflug                                             | 1980, Vorbeiflug                         |                  |                  |                                                        |
| Voyager 2       | 1979, Vorbeiflug                                             | 1981, Vorbeiflug                         | 1986, Vorbeiflug | 1989, Vorbeiflug |                                                        |
| Ulysses         | 1992, Vorbeiflug, danach Sonnenorbit und weitere Vorbeiflüge |                                          |                  |                  |                                                        |
| Galileo         | 1995–2003, Orbit 1995, Atmosphäreneintritt                   |                                          |                  |                  |                                                        |
| Cassini-Huygens | 2000, Vorbeiflug                                             | 2004–2017, Orbit 2005, Landung auf Titan |                  |                  |                                                        |
| New Horizons    | 2007, Vorbeiflug                                             |                                          |                  |                  | 2015, Vorbeiflug an Pluto 2019, Vorbeiflug an Arrokoth |
| Juno            | seit 2016, Orbit                                             |                                          |                  |                  |                                                        |

## Chronologie
Alle Daten und Zeiten sind in UTC angegeben. Beim Missionsende ist, sofern das Missionsende in der Vergangenheit liegt, nur das endgültige Abschalten der Sonde genannt; bei Daten in der Zukunft die aktuelle Planung für das Missionsende, gegebenenfalls vorbehaltlich weiterer Verlängerungen.

### Gestartete Missionen
Die folgende Liste enthält alle Missionen, die bereits gestartet wurden. Der Grad ihres Erfolges ist in den folgenden Farben markiert:
| Misserfolg | Teilerfolg | erfolgreich | laufend |

| Nr. | Mission         | Bild                | Startdatum (UTC)           | Missionsende (UTC)       | Organisation / Land            | Ergebnisse |
| --- | --------------- | ------------------- | -------------------------- | ------------------------ | ------------------------------ | --- |
| 1.  | Pioneer 10      | Pioneer 10          | 3. März 1972 01:49:00      | 23. Januar 2003          | NASA (USA)                     | Pioneer 10 flog am 3. Dezember 1973 als erste Raumsonde am Planeten Jupiter vorbei und führte dabei das erste Swing-by-Manöver an einem Planeten durch. Dabei wurden vor allem neue Erkenntnisse über die Struktur der Jupiteratmosphäre und das Magnetfeld Jupiters gewonnen. Der regelmäßige Kontakt wurde am 31. März 1997 offiziell eingestellt; die letzte erfolgreiche Kontaktaufnahme fand am 23. Januar 2003 statt. |
| 2.  | Pioneer 11      | Pioneer 11          | 6. April 1973 02:11:00     | 24. November 1995        | NASA (USA)                     | Mit dem Passieren des Jupiters am 3. Dezember 1974, wobei unter anderem erste Bilder der Polregionen Jupiters und detaillierte Bilder des Großen Roten Flecks gemacht wurden, wurde die Sonde durch ein Swing-by-Manöver in eine Bahn zum Saturn gelenkt, den sie im Vorbeiflug am 1. September 1979 erreichte. Hierbei wurden Tests für die Voyager-Sonden durchgeführt sowie ein weiterer Saturnring und weitere Monde entdeckt. Am 24. November 1995 wurden die letzten Daten von Pioneer 11 empfangen. |
| 3.  | Voyager 2       | Voyager             | 20. August 1977 14:29:00   | frühestens 2025          | NASA (USA)                     | Die Sonde passierte Jupiter am 9. Juli 1979, wobei sie auf den Ergebnissen von Voyager 1 basierend weitere Messungen durchführte; Saturn wurde am 25. August 1981 passiert, wobei besonders die Atmosphäre untersucht wurde. Daraufhin passierte sie Uranus am 24. Januar 1986 und schließlich Neptun am 25. August 1989. Hierbei wurden die Neptunringe und neue Monde entdeckt sowie Daten über Triton gewonnen. Anschließend folgte ähnlich zu Voyager 1 eine Mission am Rande des Sonnensystems und darüber hinaus, die bis heute andauert. Sie soll enden, wenn die Energie der Batterien nicht mehr ausreicht, um ein einziges Instrument zu betreiben. Dies wird etwa 2025 der Fall sein.                                                                             |
| 4.  | Voyager 1       | Voyager             | 5. September 1977 12:56:00 | frühestens 2025          | NASA (USA)                     | Die Sonde passierte Jupiter am 5. März 1979; dabei wurden unter anderem erstmals die Jupiterringe fotografiert und aktiver Vulkanismus auf Io entdeckt. Am 12. November 1980 wurde auch Saturn passiert, wobei insbesondere Titan untersucht wurde. Nach ihrer vierjährigen Primärmission bis 1980 besteht ihre Aufgabe darin, das Verhalten des Sonnenwindes am Rande des Sonnensystems zu untersuchen. Im August 2012 erreichte sie dabei schließlich die Heliopause und verließ damit unser Sonnensystem. Die Mission soll dann enden, wenn die Energie der Batterien nicht mehr ausreicht, um ein einziges Instrument zu betreiben; dies wird etwa 2025 der Fall sein.                                                                                                   |
| 5.  | Galileo         | Galileo             | 18. Oktober 1989 22:23:00  | 21. September 2003 18:57 | NASA (USA), DLR (Deutschland)  | Galileo trat 1995 als erste Raumsonde in eine Umlaufbahn um Jupiter ein. Eine Tochtersonde tauchte in den Gasplaneten ab, um Atmosphärendaten zu sammeln. In den folgenden Jahren wurden trotz eines Defektes der Hauptantenne umfangreiche neue Kenntnisse über das Jupitersystem und insbesondere die Galileischen Monde gewonnen. Die Mission endete am 21. September 2003 mit dem Verglühen der Sonde in der Jupiteratmosphäre. |
| 6.  | Ulysses         | Ulysses             | 6. Oktober 1990 11:47:16   | 30. Juni 2009 20:15      | ESA NASA (USA)                 | Ulysses wurde bei einem Swing-by am Gasplaneten Jupiter am 8. Februar 1992 in eine Sonnenumlaufbahn mit hoher Inklination zur Ekliptik gebracht und erforschte von dieser die Pole der Sonne. Während sich die Sonde 2004 ihrem Aphel näherte, wurde Jupiter erneut, aus diesmal sehr viel größerer Entfernung, beobachtet. Die Mission endete am 30. Juni 2009 mit dem Abschalten der Sonde. |
| 7.  | Cassini-Huygens | Cassini und Huygens | 15. Oktober 1997 08:43:00  | 15. September 2017 10:32 | NASA (USA), ESA, ASI (Italien) | Am 15. Oktober 1997 gestartet, erreichte Cassini-Huygens nach mehreren Swing-bys im inneren Sonnensystem Ende 2000 den Jupiter, wo die Sonde bspw. hochaufgelöste Aufnahmen vornahm und ihre Geschwindigkeit weiter erhöhte. Am 30. Juni 2004 trat sie als erste Raumsonde in einen Saturnorbit ein. Huygens landete am 14. Januar 2005 als erste Sonde auf dem größten Saturnmond Titan. Hier fertigte sie Bilder an und nahm Messungen zu seiner Atmosphäre und Oberflächenbeschaffenheit vor. In den folgenden Jahren wurden umfangreiche Messungen im Saturnsystem vorgenommen, wobei neben Saturn selbst besonders seine Monde Titan und Enceladus im Fokus standen. Am 15. September 2017 trat die Sonde plangemäß in die Atmosphäre des Saturn ein, wo sie verglühte. |
| 8.  | New Horizons    | New Horizons        | 19. Januar 2006 19:00:00   | frühestens 2025          | NASA (USA)                     | Nach einem Jupiter-Swing-by am 28. Februar 2007 passierte New Horizons am 14. Juli 2015 das Plutosystem, wo die Sonde umfangreiche Messungen durchführte, die sie bis Oktober 2016 zur Erde übermittelte. In der darauf folgenden Sekundärmission setzte sie ihre Reise in den Kuipergürtel fort, wo sie am 1. Januar 2019 an Arrokoth vorbeiflog. Daraufhin setzte sie ihren Weg aus dem Sonnensystem hinaus fort. |
| 9.  | Juno            | Juno                | 5. August 2011 16:25:00    | September 2025 (geplant) | NASA (USA)                     | Juno erreichte am 4. Juli 2016 eine polare Umlaufbahn um den Riesenplaneten Jupiter. Während der Primärmission, die bis Mitte 2021 dauert, untersuchte der Orbiter insbesondere die Atmosphäre und Magnetosphäre des Jupiter. Während der bis September 2025 laufenden erweiterten Mission sind auch Vorbeiflüge an Ganymed, Europa und Io geplant. |
| 10. | Lucy            | Lucy                | 16. Oktober 2021 09:34:00  | 2033 (primär, geplant)   | NASA (USA)                     | Lucy ist im Rahmen des Discovery-Programms am 16. Oktober 2021 gestartet, soll 2025 den Asteroiden (52246) Donaldjohanson im Hauptgürtel passieren und daraufhin die Trojaner des Jupiters erforschen. Dabei soll sie in den Jahren 2027 und 2028 fünf kleinere L4-Trojaner besuchen und darüber hinaus im Jahr 2033 Erkenntnisse über das massereichere L5-Doppelsystem aus (617) Patroclus und Menoetius sammeln. |
| 11. | JUICE           | JUICE               | 14. April 2023 12:14:00    | Ende 2035                | ESA                            | Nach dem Start am 14. April 2023 soll die Sonde nach mehreren Swing-bys im inneren Sonnensystem im Juli 2031 in einen Jupiterorbit einschwenken. Dort soll die Sonde einige enge Vorbeiflüge an Kallisto und Europa durchführen, bevor sie im Dezember 2034 in einen Orbit um Ganymed eintritt, aus dem sie den Mond bis Dezember 2035 untersuchen soll. Neben den drei Monden ist auch die Magnetosphäre des Jupiter ein Forschungsschwerpunkt. |
| 12. | Europa Clipper  | Europa Clipper      | 14. Oktober 2024 16:06:00  | 2034 (primär)            | NASA (USA)                     | Der Jupiter-Orbiter soll nach seiner Ankunft im April 2030 über 40 enge Vorbeiflüge an Europa ausführen, um festzustellen, ob im unterirdischen Ozean Europas Leben möglich wäre, und genauere Daten über den Mond gewinnen. Dadurch, dass die Sonde in keinen Orbit um Europa eingeht, ist aufgrund einer geringeren Strahlungsbelastung durch Jupiter eine längere Missionsdauer möglich. Der Fokus der Forschungsarbeit soll dabei auf Europas unterirdischem Ozean und seinen Wechselwirkungen mit der Oberfläche liegen. Es gibt Konzepte, einen Lander und/oder mehrere Cubesats mit der Mission mitzuführen. |

### Geplante Missionen
Die folgende Liste enthält alle Missionsplanungen, die über bloße Konzepte hinausgehen und konkrete Startplanungen aufweisen.
| Mission                  | Bild                                          | anvisiertes Startdatum | Missionsende   | Organisation/Land | Ergebnisse |
| ------------------------ | --------------------------------------------- | ---------------------- | -------------- | ----------------- | --- |
| Geplant                  |                                               |                        |                |                   | |
| Dragonfly                | Dragonfly bei seiner ersten Landung auf Titan | 2028                   | nach 2036      | NASA (USA)        | Dragonfly ist die vierte Mission des New-Frontiers-Programms der NASA. Es handelt sich dabei um einen Dual-Quadrocopter, der die dichte Titanatmosphäre ausnutzen soll, um mithilfe kürzerer autonomer Flüge eine Vielzahl verschiedener Landeplätze auf dem Saturnmond Titan in einer Entfernung von hunderten Kilometern intensiv zu untersuchen. Dabei sollen sowohl in der Luft als auch am Boden verschiedene wissenschaftliche Untersuchungen durchgeführt werden. Dragonfly soll Titan 2034 erreichen und im Anschluss mindestens 2,7 Jahre lang erforschen. |
| Tianwen-4                |                                               | 2030                   | ≫ 2045         | CNSA (China)      | Eine Mission zum Jupiter, seinem Mond Kallisto und zum Uranus |
| Aktuelle Konzepte        |                                               |                        |                |                   | |
| Erkundung der Heliopause |                                               | nach 2030              | noch unbekannt | CNSA (China)      | Erforschung der Heliosphäre durch zwei Sonden, die in entgegengesetzte Richtungen auf der Ebene der Ekliptik geschickt werden sollen. Unterwegs Erforschung von Riesenplaneten und des Kuipergürtels. |
| Uranus Orbiter and Probe |                                               | nach 2030              | nach 2045      | NASA              | Im Rahmen des Planetary Decadal Survey der NASA wurde einem Uranus-Orbiter mit einer Atmosphärensonde als Flagship-Mission die höchste Priorität eingeräumt. Abhängig von den zur Verfügung stehenden finanziellen Mitteln soll dieser ab 2031 starten und Uranus 12–15 Jahre später erreichen. |
| Enceladus Orbilander     |                                               | nach 2036              | 2050er         | NASA              | Im Rahmen des Planetary Decadal Survey der NASA wurde einer Enceladus-Sonde als Flagship-Mission die zweithöchste Priorität eingeräumt. Die als Orbilander bezeichnete Sonde soll zunächst Enceladus umkreisen und nach einiger Zeit landen. |